# Ольстерский оркестр
Ольстерский оркестр (англ. Ulster Orchestra) — симфонический оркестр, базирующийся в Белфасте, единственный постоянно работающий оркестр Северной Ирландии. Создан в 1966 г., первым руководителем стал Янош Фюрст, игравший в оркестре первую скрипку. В 1981 году, с упразднением оркестра Североирландского отделения BBC, Ольстерский оркестр был значительно расширен.
Работа оркестра финансируется Советом по искусству Северной Ирландии, а также из городского бюджета Белфаста.

## Главные дирижёры
- Морис Майлз (1966—1967)
- Серджиу Комиссиона (1967—1969)
- Эдгар Косма (1969—1974)
- Алин Франкис (1974—1976)
- Брайден Томсон (1977—1985)
- Вернон Хэндли (1985—1989)
- Ян Паскаль Тортелье (1989—1992)
- Эн Шао (1992—1995)
- Дмитрий Ситковецкий (1996—2001)
- Тьерри Фишер (2001—2006)
- Кеннет Монтгомери (2007—2010)
- Джоэнн Фаллетта (2011—2014)
- Рафаэль Пайяре (2014—2019)